# Pontifício Instituto de Liturgia Sagrada
Pontifício Instituto de Liturgia Sagrada ou Pontifício Instituto Litúrgico (em italiano:  Pontificio Istituto Liturgico di Sant'Anselmo) é um instituto religioso da Cúria Romana localizado na igreja de Sant'Anselmo, no Monte Aventino de Roma, Itália, que promove o estudo da Sagrada Liturgia. É administrado pela Confederação Beneditina, tem o papel de treinar professores de liturgia e especialistas para ajudar no ensino e na prática da liturgia da Igreja Católica em várias partes do mundo.